# Atrax robustus
Atrax robustus Simon, 1892, conhecida pelo nome comum de aranha-teia-de-funil-de-Sydney, é uma aranha considerada a mais perigosa do mundo. A espécie é nativa do continente australiano. Apresenta quelíceras medindo aproximadamente 1,5 mm de comprimento e é dotada de um veneno extremamente tóxico para os humanos. Curiosamente, cães são imunes ao veneno da aranha-teia-de-funil.

## Taxonomia
Octavius Pickard-Cambridge foi o primeiro a descrever a aranha teia de funil de Sydney, a partir de um espécime feminino guardado no Museu Britânico em 1877. Estabelecendo o gênero Atrax, ele o nomeou Atrax robustus. O nome da espécie é derivado do latim robustus, "forte/resistente/maduro". Alguns anos depois, William Joseph Rainbow descreveu uma teia de funil macho de Sydney como uma nova espécie - Euctimena tibialis - de uma aranha que encontrou sob um tronco em Turramurra e outra de Mosman. Ele cunhou o nome científico do grego antigo euktimenos, "bem construído", e do latim tibialis, "da tíbia", tendo notado seu esporão tibial proeminente. No mesmo artigo, ele descreveu uma aranha de teia de funil de Sydney como outra espécie – Poikilomorpha montana – de um espécime coletado em Jamison Valley e Wentworth Falls nas Blue Mountains. O nome de sua espécie foi derivado de poikilomorphia, "variedade de forma", referindo-se aos olhos de tamanhos diferentes, e montana, "das montanhas".
Em fevereiro de 1927, um menino morreu após ser mordido na mão depois de brincar com uma grande aranha negra nos degraus da lavanderia de sua casa no subúrbio de Thornleigh, em Sydney. Ele adoeceu gravemente e morreu mais tarde naquela noite. O interesse público nas aranhas aumentou e a polícia levou a aranha morta ao Museu Australiano, onde Anthony Musgrave identificou a criatura como Euctimena tibialis. Ele examinou uma série de aranhas machos e fêmeas coletadas em torno de Sydney e concluiu com base em semelhanças anatômicas que Euctimena tibialis era o macho Atrax robustus. Poikilomorpha montana foi classificada como a mesma espécie em 1988.
Atrax robustus é uma das três espécies do gênero Atrax na família Atracidae. A aranha da teia de funil de Sydney compartilha seu nome com alguns membros do gênero Hadronyche. Permanece, junto com a Hadronyche formidabilis, as únicas duas espécies de aranha-teia-de-funil australiana conhecidas por infligir picadas fatais em humanos.

## Veneno
As aranhas Teia De Funil  são um dos grupos de aranhas com maior importância médica no mundo, tanto em termos de casos clínicos quanto de toxicidade do veneno.   Seis espécies causam envenenamento graves em vítimas humanas: a aranha-teia-de-funil-de-Sydney, a aranha teia de funil que vive no norte Hadronyche formidabilis , a aranha teia de funil que vive no sul  H. cerberea , a aranha teia de funil das Blue Mountains H. versuta , a aranha teia de funil Darling Downs H. infensa e a aranha teia de funil de Port Macquarie H. macquariensis .
O veneno da aranha da teia de funil de Sydney contém um composto conhecido como Delta-Atracotoxina, um inibidor do canal iônico, que torna o veneno altamente tóxico para humanos e outros primatas. No entanto, não afeta o sistema nervoso de outros mamíferos. Essas aranhas geralmente causam um envenenamento total quando mordem, muitas vezes atacando repetidamente, devido à sua defesa e grandes presas quelíceras. Não houve nenhum caso relatado de envenenamento grave por aranhas fêmeas de teia de funil de Sydney, o que é consistente com a descoberta de que o veneno de espécimes fêmeas é menos potente do que o veneno de suas contrapartes masculinas. No caso de envenenamento grave, o tempo para o início dos sintomas é inferior a uma hora, com um estudo sobre picadas de aranha-funil de Sydney encontrando um tempo médio de 28 minutos. Esse mesmo estudo revelou que as crianças correm um risco particular de envenenamento grave por aranha-teia-de-funil de Sydney, com 42% de todos os casos de envenenamento grave sendo crianças.
Há pelo menos um caso registrado de uma criança pequena que morreu 15 minutos após ser mordida por uma teia de funil.

## Sintomas
Os sintomas de envenenamento observados após picadas dessas aranhas são muito semelhantes. A mordida é inicialmente muito dolorosa, devido ao tamanho das presas que penetram na pele.  Marcas de punção e sangramento local também costumam ser visíveis. Se ocorrer envenenamento substancial, os sintomas geralmente ocorrem em minutos e progridem rapidamente.
Os primeiros sintomas de envenenamento sistêmico incluem arrepios, sudorese , formigamento ao redor da boca e da língua, espasmos, salivação, olhos lacrimejantes , frequência cardíaca elevada e pressão arterial elevada . À medida que o envenenamento sistêmico progride, os sintomas incluem náusea, vômito, falta de ar,  agitação, confusão, contorções, caretas, espasmos musculares , edema pulmonar. Os estágios finais do envenenamento grave incluem dilatação das pupilas,  espasmos musculares generalizados descontrolados, inconsciência , pressão intracraniana elevada e morte. A morte geralmente é resultado de hipotensão progressiva ou possivelmente pressão intracraniana elevada consequente a edema cerebral .  

## Antiveneno
O antiveneno foi desenvolvido por uma equipe liderada por Struan Sutherland no Commonwealth Serum Laboratories, em Melbourne. Desde que o antiveneno se tornou disponível em 1981, não houve registros de mortes por picadas da aranha-teia-de-funil.